# (305287) Olegyankov
(305287) Olegyankov est un astéroïde de la ceinture principale.

## Description
(305287) Olegyankov est un astéroïde de la ceinture principale. Il fut découvert le 6 janvier 2008 à Zelenchukskaya Station par Stanislav A. Korotki et Timur V. Kryachko. Il présente une orbite caractérisée par un demi-grand axe de 2,98 UA, une excentricité de 0,01 et une inclinaison de 12,1° par rapport à l'écliptique.

## Compléments